# Walter Stechel

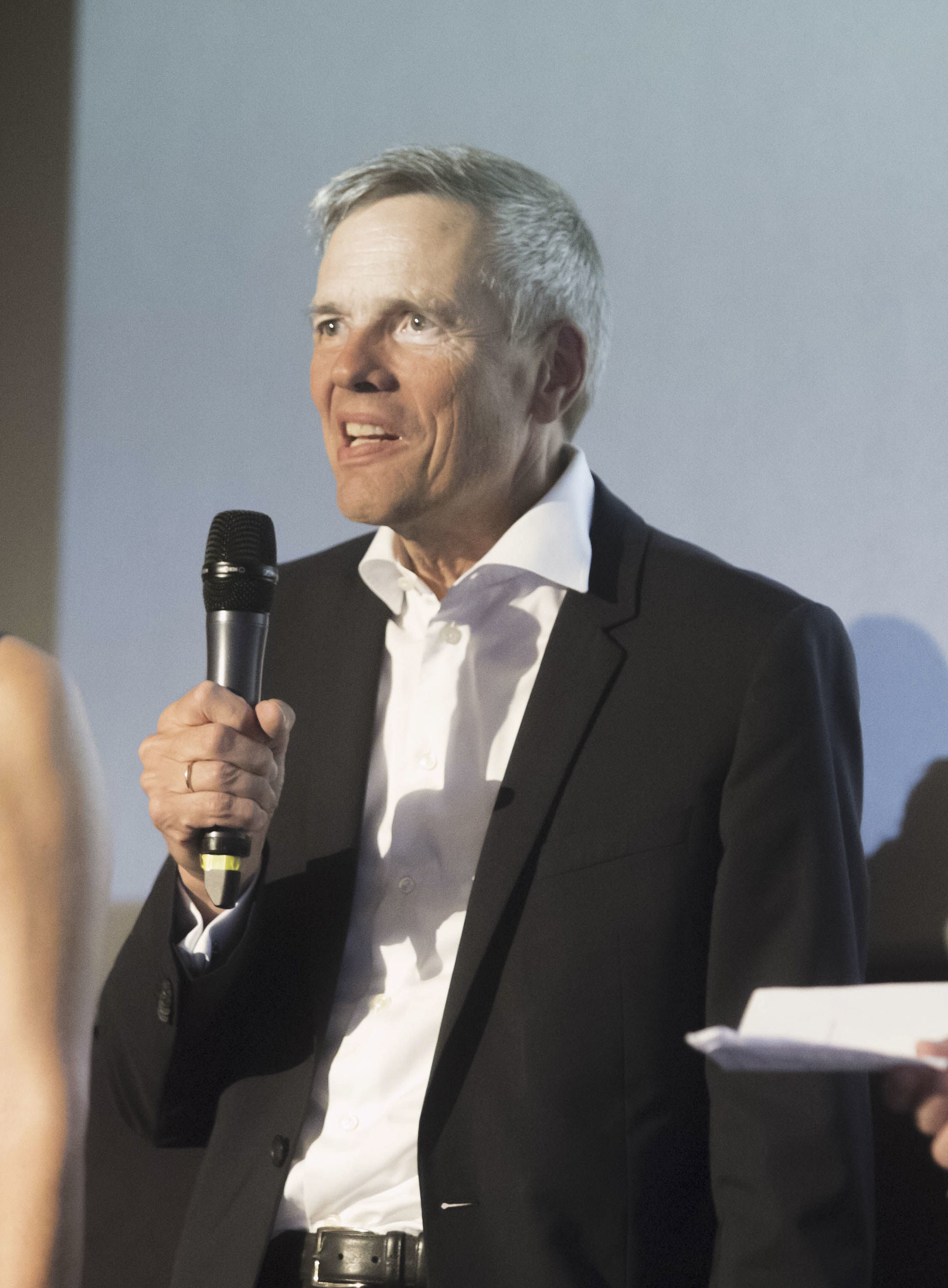
Walter Stechel (2017)

Walter Stechel (* 20. Juli 1953 in Darmstadt) ist ein deutscher Diplomat im Ruhestand.

## Leben
Nach einer Lehre als Bankkaufmann bei der Deutschen Bank in Darmstadt folgte ein Studium der Volkswirtschaftslehre an der Johannes-Gutenberg-Universität von Mainz, das er 1979 mit dem akademischen Grad „Diplom-Volkswirt“ abschloss.
Nach dem Eintritt in den Auswärtigen Dienst 1980 folgten Verwendungen an der Botschaft in Chile, am Generalkonsulat in San Francisco (Vizekonsul für Presse und Kultur), im Auswärtigen Amt in Bonn (Referent im Referat für Wissenschaftlich-Technologische Zusammenarbeit), an der Botschaft in Argentinien (Referent für Entwicklungspolitische Zusammenarbeit), an der Botschaft in Kanada (Leiter der Wirtschaftsabteilung) sowie erneut im Auswärtigen Amt. Dort war er zuletzt 1994 bis 1998 Stellvertretender Leiter des Referats „Wirtschaftsbeziehungen zu Russland und den Neuen Unabhängigen Staaten“.
Von 1998 bis 2000 war Walter Stechel Freigestelltes Mitglied im Personalrat des Auswärtigen Amtes. In diesen Jahren kam es zu den laufbahnrechtlich umstrittenen Ernennungen von Joachim Schmillen und Joscha Schmierer. Diese Ernennungen, die der Zustimmung auch der Personalvertretung bedurften, gerieten jedoch in das Kreuzfeuer der Kritik. Danach wurde Stechel Ständiger Vertreter des Botschafters in Äthiopien.
Anschließend war er von 2003 bis August 2006 Leiter des Referats 401 („Grundsätze und Koordinierung der Entwicklungspolitik“) des Auswärtigen Amtes sowie seit August 2006 Generalkonsul der Bundesrepublik Deutschland in Mumbai, Indien. Auf diesem Posten folgte ihm im Juni 2010 Leopold-Theodor Heldman, der zuvor Botschafter im Tschad war. Im Anschluss wurde Stechel im Juni 2010 Fellow am Weatherhead Centre for International Affairs der Harvard University. Von  September 2013 bis 2016 war er Generalkonsul am deutschen Generalkonsulat in Toronto. und anschließend Generalkonsul in Thessaloniki. Ende Juni 2019 trat Stechel in den Ruhestand.